# Фо на Мору
Фо на Мору (фр. Fos-sur-Mer) је насељено место у Француској у региону Прованса-Алпи-Азурна обала, у департману Ушће Роне.
По подацима из 2003. године број становника у месту је био 15.400, а густина насељености је износила 126 становника/km².

## Демографија
| 1962. | 1968. | 1975. | 1982. | 1990.  | 2011.  |
| ----- | ----- | ----- | ----- | ------ | ------ |
| 2.898 | 2.869 | 6.709 | 9.031 | 11.605 | 15.499 |